# Curiofrea curiosa
Curiofrea curiosa är en skalbaggsart som beskrevs av Maria Helena M. Galileo och Martins 1999. Curiofrea curiosa ingår i släktet Curiofrea och familjen långhorningar. Inga underarter finns listade i Catalogue of Life.